# Tim Kopp
Pour les articles homonymes, voir Kopp.
Tim Kopp, né le 11 février 1999 à Adorf, est un coureur allemand du combiné nordique.

## Biographie
Licencié au VSC Klingenthal et originaire de Vogtland, il prend son premier départ en compétition internationale à l'été 2014 et obtient sa première récompense internationale en 2015 au Festival olympique de la jeunesse européenne à Tschagguns, avec une médaille d'argent par équipes.
En 2016, alors qu'il a gagné sa première épreuve junior internationale aux Jeux nordiques de l'OPA, devant Aaron Kostner, il participe à son premier championnat du monde junior à Rasnov et remporte sa première médaille avec l'argent sur l'épreuve par équipes. Il se rend également à Lillehammer pour les Jeux olympiques de la jeunesse, où il remporte la médaille d'or sur la compétition individuelle devant Ben Loomis et Ondřej Pažout. Il remporte deux autres médailles dans ces jeux, l'argent au concours par équipes mixtes de saut à ski et le bronze dans la compétition par équipes de ski nordique.
En février 2017, quelques semaines après un premier podium en Coupe OPA, il est convié à sa première manche dans la Coupe du monde à Sapporo. En 2017-2018, il est intégré à l'équipe pour la Coupe continentale et gagne une deuxième médaille d'argent sur l'épreuve par équipes aux Championnats du monde junior à Kandersteg.
En février 2019, il fait son retour dans la Coupe du monde sur son terrain d'entraînement Klingenthal, course qu'il conclut au 28e rang, significatif de premiers points.
Il est membre des Douanes depuis 2018. En 2023, il devient entraîneur adjoint de l'équipe féminine de combiné nordique allemande.

## Palmarès

### Coupe du monde
- Meilleur classement général : 67e en 2019.
- Meilleur résultat individuel : 28e.

#### Classements annuels
| Année     | Classement général final |
| --------- | ------------------------ |
| 2018-2019 | 67e                      |

### Championnats du monde junior
| Épreuve / Édition | Épreuve / Édition | Rasnov 2016 | Soldier Hollow 2017 | Kandersteg 2018 |
| ----------------- | ----------------- | ----------- | ------------------- | --------------- |
| Gundersen (10 km) | Gundersen (10 km) |             |                     | 16e             |
| Gundersen (5 km)  | Gundersen (5 km)  | 11e         | 37e                 | 13e             |
| Par équipes       | Par équipes       | Argent      |                     | Argent          |

### Jeux olympiques de la jeunesse
- Lillehammer 2016 :
  -  Médaille d'or en individuel.
  -  Médaille d'argent par équipes mixtes (saut à ski).
  -  Médaille de bronze par équipes mixtes (ski nordique).

### Festival olympique de la jeunesse européenne
- Médaille d'argent de l'épreuve par équipes en 2015 à Tschagguns.